# Eligmocarpus cynometroides
Eligmocarpus cynometroides är en ärtväxtart som beskrevs av René Paul Raymond Capuron. Eligmocarpus cynometroides ingår i släktet Eligmocarpus och familjen ärtväxter. Inga underarter finns listade i Catalogue of Life.